# Liste der Länderspiele der tschechoslowakischen Männer-Feldhandballnationalmannschaft
Diese Liste enthält Feldhandballspiele der tschechoslowakischen Feldhandballnationalmannschaft der Männer.

## Legende
Dieser Abschnitt dient als Legende für die nachfolgenden Tabellen.
- A = Auswärtsspiel
- H = Heimspiel
- * = Spiel an neutralem Ort
- WM = Weltmeisterschaft
- rote Hintergrundfarbe = Niederlage der tschechoslowakischen Mannschaft
- grüne Hintergrundfarbe = Sieg der tschechoslowakischen Mannschaft
- gelbe Hintergrundfarbe = Unentschieden

## Liste der Spiele
| Nr. | Datum               | Ergebnis      | Gegner                          |   | Austragungsort                    | Anlass                         | Zuschauer | Bemerkungen |
| --- | ------------------- | ------------- | ------------------------------- | - | --------------------------------- | ------------------------------ | --------- | ----------- |
|     | 5. Juni 1932        | 01:28 (00:13) | Österreich                      | A | Wien                              |                                |           |             |
|     | 21. Aug. 1932       | 02:17 (05:09) | Österreich                      | H | Troppau                           |                                |           |             |
| ⋮   |                     |               |                                 |   |                                   |                                |           |             |
|     | 7. Juli 1938        | 06:19 (03:12) | Deutsches Reich                 | A | Leipzig                           | WM-Vorrunde                    | 10 000    |             |
|     | 9. Juli 1938        | 06:05 (02:02) | Dänemark                        | * | Berlin                            | WM-Trostrunde-Halbfinale       |           |             |
|     | 10. Juli 1938       | 12:10 (05:07) | Polen                           | * | Berlin, Tiergartensportplatz      | WM-Trostrunde-Spiel um Platz 6 |           |             |
| ⋮   |                     |               |                                 |   |                                   |                                |           |             |
|     | 30. Juli 1949       | 02:08 (01:05) | Ungarn                          | H | Prag                              |                                |           |             |
|     | 8. Juli 1950        | 06:10 (02:02) | Ungarn                          | H | Žilina                            |                                |           |             |
|     | 6. Juni 1951        | 13:14 (04:08) | Rumänien                        | A | Bukarest                          |                                |           |             |
| ⋮   |                     |               |                                 |   |                                   |                                |           |             |
| 07  | 18. Okt. 1952       | 12:13 (07:07) | Deutsche Demokratische Republik | H | Prag                              |                                |           |             |
| 08  | 14. Juni 1953       | 10:14 (04:06) | Deutsche Demokratische Republik | A | Ost-Berlin                        |                                |           |             |
| 09  | 9. Juli 1954        | 09:12 (05:08) | Deutsche Demokratische Republik | A | Gottwaldov                        |                                |           |             |
| ⋮   |                     |               |                                 |   |                                   |                                |           |             |
|     | 5. Mai 1955         | 07:06 (06:03) | Rumänien                        | A | Čelákovice                        |                                |           |             |
| ⋮   |                     |               |                                 |   |                                   |                                |           |             |
|     | 29. Juni 1955 19:00 | 14:10 (11:05) | Dänemark                        | * | München, Dantestadion             | WM-Vorrunde                    |           |             |
|     | 30. Juni 1955 19:00 | 12:08         | Ungarn                          | * | Augsburg, Rosenaustadion          | WM-Vorrunde                    |           |             |
|     | 3. Juli 1955 15:30  | 09:06 (06:06) | Jugoslawien                     | * | Wanne-Eickel, Stadion             | WM-Zwischenrunde               |           |             |
|     | 5. Juli 1955 19:00  | 12:03 (08:01) | Österreich                      | * | Krefeld, Grotenburg-Kampfbahn     | WM-Zwischenrunde               |           |             |
|     | 7. Juli 1955 19:00  | 08:11 (04:06) | BR Deutschland                  | A | Duisburg, Stadion                 | WM-Zwischenrunde               | 50 000    |             |
|     | 9. Juli 1955 17:00  | 13:10 (07:04) | Schweden                        | * | Mönchengladbach, Bökelbergstadion | WM-Spiel um Platz 3            | 10 000    |             |
| ⋮   |                     |               |                                 |   |                                   |                                |           |             |
|     | 7. Aug. 1955        | 05:05 (04:05) | Deutsche Demokratische Republik | * | Warschau                          | Freundschafts-Sportspiele      |           |             |
|     | 11. Aug. 1955       | 05:06 (03:01) | Rumänien                        | * | Warschau                          | Freundschafts-Sportspiele      |           |             |
|     | Aug. 1955           | ?             | Österreich                      | * | Warschau                          | Freundschafts-Sportspiele      |           |             |
|     | Aug. 1955           | ?             | Polen                           | A | Warschau                          | Freundschafts-Sportspiele      |           |             |
|     | Aug. 1955           | ?             | Belgien                         | * | Warschau                          | Freundschafts-Sportspiele      |           |             |
| ⋮   |                     |               |                                 |   |                                   |                                |           |             |
|     | 14. Juni 1956       | 15:16 (07:08) | Österreich                      | A | Wien                              |                                |           |             |
|     | 2. Sep. 1956        | 11:12 (08:06) | Deutsche Demokratische Republik | A | Rostock                           |                                |           |             |
| ⋮   |                     |               |                                 |   |                                   |                                |           |             |
|     | 31. Juli 1957       | 14:17 (06:10) | Tschechoslowakei                | * | Moskau                            | Internationalen Sportspielen   |           |             |
|     | 2. Aug. 1957        | 11:16 (06:09) | Deutsche Demokratische Republik | * | Moskau                            | Internationalen Sportspielen   |           |             |
|     | Aug. 1957           | ?             | Österreich                      | * | Moskau                            | Freundschafts-Sportspiele      |           |             |
|     | Aug. 1957           | ?             | Sowjetunion                     | H | Moskau                            | Freundschafts-Sportspiele      |           |             |
|     | Aug. 1957           | ?             | Finnland                        | * | Moskau                            | Freundschafts-Sportspiele      |           |             |

Spiele zwischen 1952 und 1954: